# Ulrica Leonor de Hesse-Philippsthal-Barchfeld
Ulrica Leonor de Hesse-Philippsthal-Barchfeld (Ypres, 27 de abril de 1732 -  Buckeburgo, 2 de fevereiro de 1795) foi uma princesa de Hesse-Philippsthal-Barchfeld por nascimento e condessa de Hesse-Philippsthal por casamento.

## Família
Ulrica Leonor era a sétima dos quinze filhos de Guilherme, Conde de Hesse-Philippsthal-Barchfeld e da sua esposa, a princesa Carlota Guilhermina de Anhalt-Bernburg-Schaumburg-Hoym. Alguns dos seus irmãos e irmãs incluíam Frederico, Conde de Hesse-Philippsthal-Barchfeld, Ana de Hesse-Philippsthal-Barchfeld, casada com Frederico Adolfo, Conde de Lippe-Detmold, e Adolfo, Conde de Hesse-Philippsthal-Barchfeld.

## Casamento e descendência
A 22 de Junho de 1755, em Tournai, Ulrica Leonor casou-se com Guilherme, Conde de Hesse-Philippsthal. Juntos, tiveram dez filhos:
1. Carolina de Hesse-Philippsthal (17 de Março de 1756 - 17 de Setembro de 1756), morreu aos sete meses de idade.
2. Carlos de Hesse-Philippsthal (6 de Novembro de 1757 - 2 de Janeiro de 1793), tenente-coronel dos Guardas de Hesse-Cassel; casado com a princesa Vitória de Anhalt-Bernburg-Schaumburg-Hoym; com descendência.
3. Guilherme de Hesse-Philippsthal (25 de Novembro de 1758 - 17 de Setembro de 1760), morreu aos vinte-e-três meses de idade.
4. Frederica de Hesse-Philippsthal (13 de Junho de 1760 - 27 de Novembro de 1771), morreu aos onze anos de idade.
5. Juliana de Hesse-Philippsthal (8 de Junho de 1761 – 9 de Novembro de 1799), casada com Filipe II, Conde de Schaumburg-Lippe; com descendência.
6. Frederico de Hesse-Philippsthal (4 de Setembro de 1764 - 16 de Junho de 1794), prestou serviço militar nos exércitos de Hesse-Cassel, da Rússia e dos Países Baixos; foi morto em combate durante a Batalha de Waterloo; sem descendência.
7. Guilherme de Hesse-Philippsthal (10 de Outubro de 1765 - 23 de Fevereiro de 1776), morreu aos quatro meses de idade.
8. Luís, Conde de Hesse-Philippsthal (8 de Outubro de 1766 – 15 de Fevereiro de 1816), conde de Hesse-Philippsthal entre 1813 e a sua morte; casado morganaticamente com a condessa Marie Franziska Berghe de Trips; com descendência.
9. Carlota Guilhermina de Hesse-Philippsthal (25 de Agosto de 1767 - 14 de Setembro de 1764), morreu com menos de um mês de idade.
10. Ernesto Constantino, Conde de Hesse-Philippsthal (8 de Agosto de 1771 - 25 de Dezembro de 1849), conde de Hesse-Philippsthal entre 1816 e a sua morte; casado primeiro com a princesa Luísa de Schwarzburg-Rudolstadt; com descendência. Casado depois com a princesa Carolina de Hesse-Philippsthal, sua sobrinha; com descendência.

## Genealogia
| Ulrica Leonor de Hesse-Philippsthal-Barchfeld | Pai: Guilherme, Conde de Hesse-Philippsthal-Barchfeld       | Avô paterno: Filipe, Conde de Hesse-Philippsthal     | Bisavô paterno: Guilherme VI, Conde de Hesse-Cassel        |
| Ulrica Leonor de Hesse-Philippsthal-Barchfeld | Pai: Guilherme, Conde de Hesse-Philippsthal-Barchfeld       | Avô paterno: Filipe, Conde de Hesse-Philippsthal     | Bisavó paterna: Edviges Sofia de Brandemburgo              |
| Ulrica Leonor de Hesse-Philippsthal-Barchfeld | Pai: Guilherme, Conde de Hesse-Philippsthal-Barchfeld       | Avó paterna: Catarina de Solms-Laubach               | Bisavô paterno: Carlos Otão, Conde de Solms-Laubach        |
| Ulrica Leonor de Hesse-Philippsthal-Barchfeld | Pai: Guilherme, Conde de Hesse-Philippsthal-Barchfeld       | Avó paterna: Catarina de Solms-Laubach               | Bisavó paterna: Isabel de Bentheim-Steinfurt               |
| Ulrica Leonor de Hesse-Philippsthal-Barchfeld | Mãe: Carlota Guilhermina de Anhalt-Bernburg-Schaumburg-Hoym | Avô materno: Lebrecht, Príncipe de Anhalt-Zeitz-Hoym | Bisavô materno: Vítor Amadeus, Príncipe de Anhalt-Bernburg |
| Ulrica Leonor de Hesse-Philippsthal-Barchfeld | Mãe: Carlota Guilhermina de Anhalt-Bernburg-Schaumburg-Hoym | Avô materno: Lebrecht, Príncipe de Anhalt-Zeitz-Hoym | Bisavó materna: Isabel do Palatinado-Zweibrücken           |
| Ulrica Leonor de Hesse-Philippsthal-Barchfeld | Mãe: Carlota Guilhermina de Anhalt-Bernburg-Schaumburg-Hoym | Avó materna: Everardina Jacobina de Weede            | Bisavô materno: João Jorge de Weede                        |
| Ulrica Leonor de Hesse-Philippsthal-Barchfeld | Mãe: Carlota Guilhermina de Anhalt-Bernburg-Schaumburg-Hoym | Avó materna: Everardina Jacobina de Weede            | Bisavó materna: Margarethe von Raesfeld                    |